# Луз Носеда
Луз Носеда (англ. Luz Noceda) — головна героїня анімаційного серіалу Disney Совиний дім, створена Даною Террас. Її озвучувала Сара-Ніколь Роблес.

## Характеристика
Луз Носеда є 14-ти річною дівчиною домінікано-американського походження, з вигаданого міста Грейвсфілд штату Коннектикут. За словами Дани Террас, Луз є бісексуалкою, що робить її першим головним героєм бісексуалом в шоу від Діснею. В квітня 2021 року, авторка також заявила, що Луз є нейрорізноманітною.

## Біографія
Дівчинка-підліток, яка замість того, щоб їхати в літній табір, випадково натрапляє на портал до іншого світу. В паралельному світі вона перебуватиме на Киплячих островах, що є останками мертвого титану. Там вона знайомиться з непокірною відьмою Ідою, або ж Пані Совою, та чарівним демоном, на ім'я Король. Не маючи магічних здібностей, але прагнучи здійснити свою мрію стати відьмою. 14-річна Луз Носеда є бісексуалкою (що вперше в історії Дісней, коли такий персонаж присутній в мультсеріалі), а її дівчина Еміті Блайт, з якою й показано основну сюжетну лінію романтичних стосунків, відповідно лесбійка.